# Sirtaki
Sirtaki (grčki: συρτάκι - syrtaki) je izmišljeni ples, koji se za razliku od većine grčkih narodnih plesova ne pleše u otvorenom krugu, već u redu, pri čemu plesači ruke drže na ramenima drugih plesača.

## Poreklo
Sirtaki (grčki: συρτάκι) je popularni ples sa grčkim korenima. Koreografiju je stvorio Giorgos Provias, a muziku Mikis Teodorakis 1964. godine za film Grk Zorba (sniman po romanu Nikosa Kazancakisa). Navodno je stvoren kako bi se glavnom glumcu Entoni Kvinu, koji nije bio nadaren za izvođenje grčkih plesova, olakšalo snimanje (originalno je planirano da se u završnoj sceni izvede peto-taktni Pentosalis). Zajedno sa filmom, sirtaki je stekao međunarodnu slavu i postao je za ne-grke pojam grčkog plesa.
Ime je sirtaki dobio od narodnog plesa Sirtos, naime sirtos horos (grčki: συρτóς χορóς), što znači vučeni ples, što je u suprotnosti sa skokovitim plesom, pidiktos horos (grčki: πηδηκτóς χορóς). Koreografija novog plesa je počinjala sa laganim koracima konstantinopoljskog Časapika-Hasapiko (Ples Ubica iz Konstantinopolja) i završava se u bržem ritmu koracima Časaposervikosa.

## Ime
Sirtaki je deminutiv sirtosa, tradicionalne vrste grčkog narodnog plesa. Skoro svako ostrvo ili grupa ostrva ima svoj sopstveni sirtos, poput sirtos Skiros, sirtos Silivrianos sa Naksosa ili Kaniotiko (sirtos sa Kanija, Krit). Na kontinentu takođe postoje plesovi, poput sirtos Sarakatsan, koji sadrže u imenu sirtos, ali sa sirtos u 2/4 taktu sa plesnim ritmom dug-kratak-kratak nemaju ništa zajedničko. 

## Koreografija
Sirtos se pleše u otvorenom krugu i sa neograničenim brojem učesnika, dok se sirtaki, mali sirtos, zbog mogućnosti za slobodne kombinacije figura (u suprotnosti sa fiksnim koracima tradicionalnih narodnih plesova), obično izvodi od strane dva ili tri uigrana plesača.